# Bébé fume

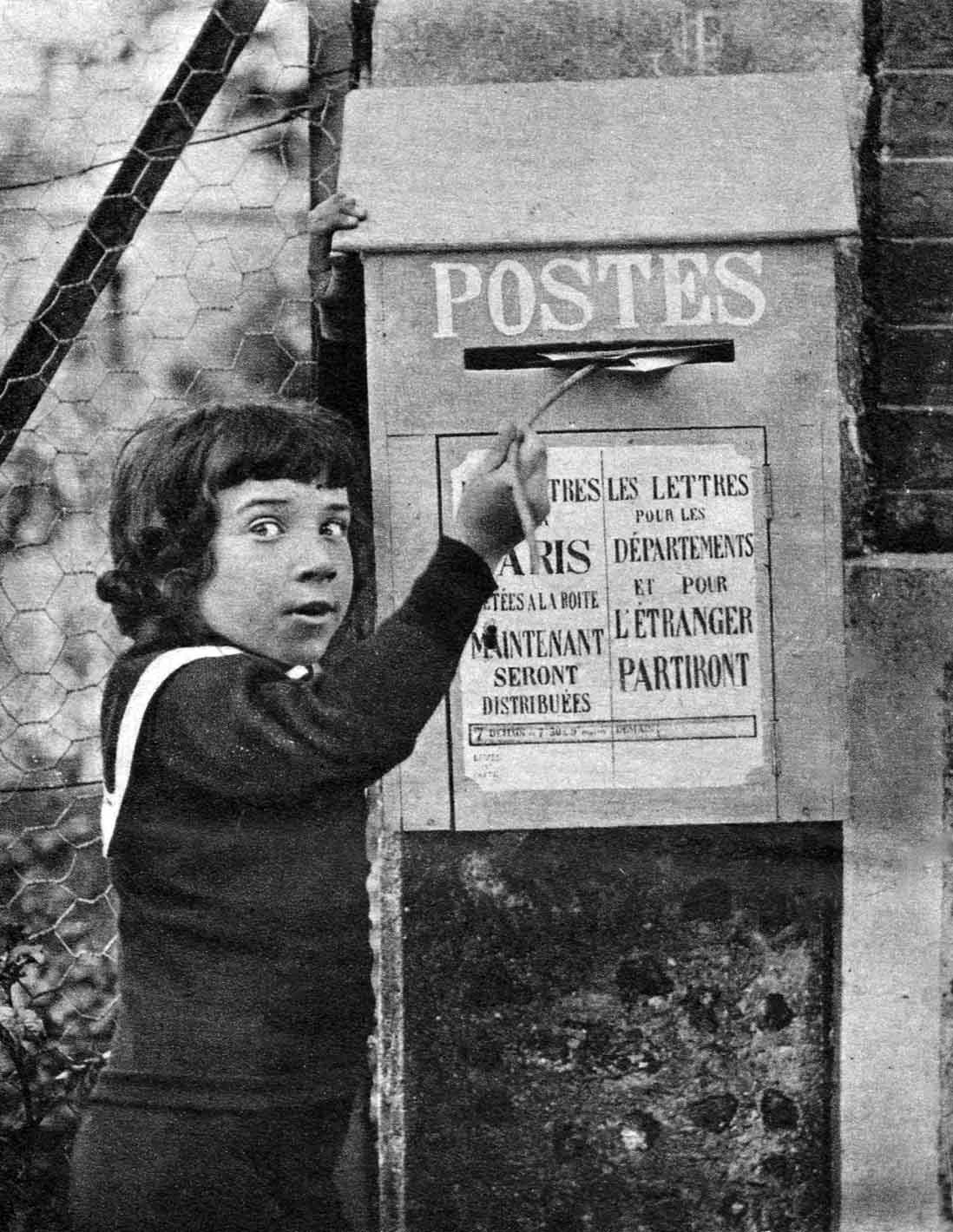

Bébé fume è un cortometraggio muto del 1910 diretto da Louis Feuillade.

## Produzione
Il film fu prodotto dalla Société des Établissements L. Gaumont

## Distribuzione
Distribuito dalla Société des Établissements L. Gaumont, uscì nelle sale cinematografiche francesi nel dicembre 1910.